# Dempsey et Firpo
Dempsey et Firpo (parfois appelé en anglais Dempsey Through The Ropes, Dempsey à travers les cordes) est une peinture à l'huile sur toile exécutée en 1923-1924 par l'artiste américain George Bellows. Elle représente le match de boxe du 14 septembre 1923 entre l'Américain Jack Dempsey et l'Argentin Luis Firpo. C'est devenu le tableau de boxe le plus célèbre de George Bellows. L'œuvre fait partie de la collection du Whitney Museum of American Art de New York depuis l'ouverture du musée en 1931

## Description
Le tableau représente le moment dramatique où Firpo a fait sortir Dempsey du ring, malgré le fait que Dempsey soit le vainqueur final cette nuit-là. Bellows s'offre un caméo dans le rôle de l'homme chauve à l'extrême gauche de l'image.
Le style du tableau combine le sujet prolétarien et le réalisme de l'Ash Can School avec une composition géométriquement calculée qui révèle l'application par Bellows des principes de symétrie dynamique.

## Dans la culture populaire
- Dans le film Rocky de 1976, une reproduction du tableau peut être vue dans l'appartement de Rocky.

- Le tableau est référencé dans l'épisode Le Roi du ring des Simpson lors d'un montage d'Homer Simpson remportant des matchs de boxe, où lui et Moe Szyslak prennent respectivement les poses de Firpo et des arbitres[6].

- Le tableau peut être vu dans le film Les Affranchis de 1990, où il est visible derrière Jimmy Conway sur le mur de la taverne Neirs pendant le récit de Tommy DeVito d'un coup de la mafia, la scène avant que Maury ne soit « frappé ». Certains le qualifient de « tableau sportif le plus influent de tous les temps »[7].

- L'artiste Eric Joyner a réinterprété le tableau représentant deux robots combattant dans un tableau intitulé Le coup final[8],[9]. Cette version est visible dans le décor de la série télévisée The Big Bang Theory[10].

- La couverture du numéro du 7 février 2022 du New Yorker présente les combattants comme des joueurs de hockey[11].